# El Zurdo
Fernando Márquez Chinchilla (Madrid, 18 de diciembre de 1957), más conocido como El Zurdo, es un cantante, compositor, escritor, editor y pensador español. Su seudónimo bautizó al principio su faceta como dibujante de mano izquierda y humorista gráfico anómalo.

## Inicios
Tras una infancia/adolescencia autodidacta, solitaria, aderezada con cómics Marvel y tebeos Bruguera y, como dice él mismo, «más cerca de Norman Bates que de Guillermo Brown»,[cita requerida] El Zurdo comenzó a darse a conocer en 1977, año del punk, con el fanzine La liviandad del imperdible, en el seno del colectivo multidisciplinar homónimo consagrado a teorizar sobre punk, futurismo y otros inventos.

"Todo comenzó en la época previa a la Movida, la de la contracultura, cuando dibujaba en un fanzine en el que hacía chistes. La razón es obvia. Luego ya Ordovás se quedó con lo de El Zurdo. Hubo una época en que me molestaba y a veces, cuando me pongo borde, digo que es por El Zurdo, de Paul Newman, como somos iguales..."
Fernando Márquez (elespanol.com, 29 de octubre de 2018) 

Con menos pretensiones y más fundamento Fernando creó Kaka de Luxe (1977-1978). Inicialmente fanzine y posteriormente grupo musical de género punk compartía banda con Carlos Berlanga, Alaska, Nacho Canut, Manolo Campoamor y Enrique Sierra. El grupo, más que por canciones como «Pero qué público más tonto tengo» o «La pluma eléctrica», se considera que ha sentado las bases no solo del punk español, sino de toda una forma de entender el pop art cuya sombra se alarga hasta el siglo XXI, extendiéndose sobre el Nuevo Underground Madrileño.

"Grabé a Kaka de Luxe porque era un concepto nuevo y divertido. Pero lo que siempre he apoyado es la música que se hace en los locales con trabajo y virtuosismo. Nunca he apoyado la auténtica basura de la moda, del traje nuevo, de pintar la mona. Y, de hecho, yo tuve en mis manos la movida. Y la grabé porque me divertía. Me divertí mucho grabando las maquetas de Kaka de Luxe. Me parecía genial aquel tipo llamado el Zurdo que era un inepto, que no cantaba, no tenía voz. Y Campoamor cantando “Me voy al Rastro, me dan de hostias, pero me aburro”... Era terrible. Pero a mi me divertía el mensaje"
Mariscal Romero (Estudios de Juventud nº64 / 04) 

Bajo la influencia de grupos musicales como The Modern Lovers, Sparks, Vainica Doble, Incredible String Band, directores de cine como Brian De Palma o Woody Allen, cantantes como Blondie, Patti Smith o Jaume Sisa, movimientos artísticos como el Realismo Fantástico y escritores como Joan Perucho, tras la disolución de Kaka de Luxe, forma Paraíso (1978-1980). Considerados el primer grupo declaradamente pop de la movida madrileña, aunque no alcanzó el éxito de Alaska y los Pegamoides, Nacha Pop, Los Secretos o Radio Futura, su canción «Para ti» se convirtió en un himno oficioso de la movida madrileña.

"Mi madre, en sus rarísimos momentos de lucidez, empezó a decir que me estaba chalando mucho, entrando en un rollo muy quijotesco en sentido literal. Entonces, para desintoxicarme, me compró un tocadiscos de maleta y empecé a oír música, lo que ponían en los 40: Aguaviva, por ejemplo, me gustaba mucho y su tercer álbum, Apocalipsis, daba mucho terror: había un recitado, «La niña de Hiroshima», una de cuyas voces era el espectro de una pequeña desintegrada en Hiroshima. Pero al mismo tiempo escuchaba a Alice Cooper, a Bowie… Así que poco a poco pasé de los comics a empezar a hacer canciones. En dos o tres años debí de crear unas 3.000, de las que conservo cuatro o cinco. Era horroroso, pero como escuela de aprendizaje era perfecto.(...) En definitiva, empecé a hacer canciones sobre 1971"
Fernando Márquez (elespanol.com, 29 de octubre de 2018) 

## Años 1980
En 1980 Paraíso se disuelven y un año después funda, con Antonio Zancajo (guitarra) y Mario Gil (teclados) antiguos músicos integrados en Paraíso, una nueva formación llamada La Mode (1981-1986). Configurado como un trío de pop de vanguardia de ascendencia neorromántica, tan cerca estilísticamente de Roxy Music como de Vainica Doble, grabarían dos discos de larga duración. El primero (El eterno femenino, 1982) más cercano a los estilos de la época, con canciones como «Aquella Canción De Roxy» o «El eterno femenino» y un segundo álbumo más hondo (1984, 1984), dotado de un brillo visionario insólito en el pop nacional y concentrado en canciones como el ensayo autobiográfico «La cólera», el melancólico himno «En cualquier fiesta» o la expansionista «Imperios».

"La Mode nació por Mario Pacheco. Antes yo me había ido de Paraíso y ellos continuaron, cogiendo a Rubi para sustituirme. Una semana después me llamó Antonio Zancajo y me preguntó si quería participar en una actuación póstuma de Paraíso. Nos quedamos muy asombrados ya que había sido el mejor concierto que habíamos hecho nunca, y dijimos: “esto hay que repetirlo”. Pero no sabíamos muy bien cómo acometerlo. Pacheco, a su vez, había creado Nuevos Medios y me ofreció hacer un single en solitario, lo que nunca me ha gustado puesto que no soy instrumentista ni nada, sino que necesito a la gente. Antonio dijo entonces: “¿por qué no hacemos un grupo?”. De ahí salió La Mode".
Fernando Márquez (elespanol.com, 29 de octubre de 2018) 

En 1983 compone un miniálbum interpretado por su musa Kikí d'Akí (excantante de Las Chinas consideradas el primer grupo femenino de la nueva ola española) y de título homónimo que incluye temas como «El futuro», «Accidente», «La ciudad y tú» o «Unidad de destino», cuya impronta se perpetúa hoy en reediciones, nuevos discos y artistas-fanes como Las Escarlatinas, Eternamatic, Single, C de Constancia o Bel Divioleta.

"Las canciones de Fernando las elegía, digamos que decía "esta sí, esta no". Fernando siempre ha tenido canciones muy buenas. Pero yo siempre elegía las más sencillas o las más personales".
Kiki D'Aki (efeeme.com, 28 de enero de 2009) 

En 1984 abandona La Mode debido a problemas bronquíticos y se aparta de los escenarios. Ello o impide que Antonio Zancajo y Mario Gil prosigan durante algunos años más la trayectoria de La Mode con un nuevo cantante pero sin la repercusión obtenida previamente. Editaron un tercer álbum de larga duración ya sin la participación de Fernando Márquez, titulado La evolución de las costumbres (1986), que tras un pobre desempeño comercial supuso el final de su trayectoria.

"Lo que más fastidiaba a algunos era que La Mode, tanto por mí en el plano conceptual como por Antonio Zancajo en el plano musical, subvertíamos el momento neorromántico glamouroso en que inicialmente nos situamos, trascendiéndolo y rompiendo sus costuras. Es interesante cómo Tino Casal, el representante más ambicioso de estas corrientes en España, tenía muy buena sintonía con nosotros. Otra cosa, insisto, es que gente más limitada que le daba más al postureo que a la investigación estética más seria se sintiese agredida por nuestra presunta, según ellos, pretenciosidad: a mi entender, sencillamente rigor".
Fernando Márquez (atlanticaxxii.org, 24 de diciembre de 2016) 

Tras recuperarse de sus problemas de salud en 1986 regresará, junto a Teo Cardalda en aquel entonces en el grupo Golpes Bajos, en la resurrección de Pop Decó (1985-1986). Considerado un proyecto conceptual, cuya génesis se encuentra años atrás en su salida de Paraíso, en esta ocasión y con una nueva alineación sí se plasma en La exposición internacional de los 80, un interesante disco temático sobre la movida madrileña. Emulando a otras formaciones de carácter experimental en la época como Orchestral Manoeuvres in the Dark, The Buggles o Flash and the Pan, Pop Decó nace con la idea de manufacturar un pop industrializado, con bases electrónicas y escenografía multimedia. Pese a contar con una importante producción y presupuesto el álbum es ignorado por crítica y público.

"Salvo yo, nadie quiere hablar de la Movida. No obstante, de entonces conservo muy pocos discos, ni siquiera el primero de Radio Futura, que fue el que durante muchísimo tiempo me obsesionó. Conservo el single de «La estatua del jardín botánico» y el del «Rompeolas». Me parece lo mejor que ha hecho jamás Radio Futura. Después de aquello, su música me parecía muy igual y el ritmo salsero que adoptaron no me gustaba demasiado. También conservo discos de Décima Víctima, un grupo que respeto muchísimo. No es una mera imitación de Joy Division. Es uno de los momentos mejores y más imperecederos de la Movida que el tiempo no ha corroído. También hay un grupo apenas conocido, WAQ, cuyas letras eran jocosas y muy personales que me sedujeron completamente, y Esclarecidos, yuppies que en sus ratos libres hacían música entre el jazz y el pop. Su cantante, Cristina Lliso, es una de las voces femeninas que más me fascinan."
Fernando Márquez (elespanol.com, 29 de octubre de 2018) 

Otro de los grupos más logrados y silenciados (por cuestiones extramusicales) de Márquez fue, sin duda, el cirlotiano Proyecto Bronwyn, que entre 1986 y 1989 creó canciones como «El hombre que sabía demasiado» o «La mueca».
Durante todos estos años El Zurdo compagina su faceta musical con colaboraciones en prensa (Guía del Ocio, Mandrágora, ABC), radio (Radio Nacional de España, Radio 3 y Radio 5) y la escritura de libros como Todos los chicos y chicas (1980), Música moderna (1981), Vainica Doble (1983), Fe Jones (1985), Mary Ann (1985) o Relato secreto (1986). También cabe destacar su fértil amistad con el poeta y personaje de la movida literaria Eduardo Haro Ibars.

"Tena es una persona que me ha ayudado mucho. En un momento en que no tenía ningún asidero profesional al que agarrarme, me habían echado del ABC y entonces Tena me llamó para un programa de RNE para hacer un miniespacio"
Fernando Márquez (elespanol.com, 29 de octubre de 2018) 

## Años 1990
Su etapa en solitario se inicia, tras un largo veto mediático por motivos políticos por su vinculación, sin militar, a partidos como Falange Auténtica, Alianza Popular, Partido Demócrata Liberal, Falange Española de las JONS, fue secretario juvenil de cultura del Centro Democrático y Social y pasó lo que él califica de sarampión abertzale con un disco publicado en 1995, en el que El Zurdo interpreta algunas de sus viejas canciones. El resultado final se resiente de una tosca producción y de un título (Para ti) que remite a tiempos anteriores. 

"Hablamos de 1986. El partido al que apoyé fue la FE de las Jons por una razón muy sencilla: acababan de sustituir al jefe nacional, que era Raimundo Fernández-Cuesta, y en su lugar llegó Diego Márquez, que en la transición creó una asociación de oposición al Régimen. De alguna manera intenta reconducir a Falange, sacarla del franco-falangismo, recuperar votos de la izquierda y, sobre todo, luchar para que la ola violenta terminase. Hace dos cosas: disolver la primera línea de Falange y negarse a volver a poner una corona en la tumba del caudillo, motivo por el cual estuvieron a punto de matarle porque faltaba el respeto a Franco… Fue lo que apoyé, lo que me costó la carrera musical. Es muy fácil demonizar".
Fernando Márquez (elespanol.com, 29 de octubre de 2018) 

Lo más interesante de El Zurdo de los 90 se plasmó en papel impreso: tanto en su propia revista, la jüngeriana El corazón del bosque, como en las ajenas Mondo Brutto, Próximo milenio y Discobarsa; o en su novela La canción del amor, en la que rescata a uno de sus personajes favoritos: Norman Bates.

"El balance definitivo de mi pertenencia al mundillo nacional se puede resumir en estos versos de José Bergamín, de los que hice una relectura gráfica desde mi circunstancia: “De españoles no quiero / volver a saber de nadie”"
Fernando Márquez (atlanticaxxii.org, 24 de diciembre de 2016) 

## Años 2000 -
En el siglo XXI El Zurdo regresa con un mini-CD junto a Antonio Galvañ (Parade) bajo el pseudónimo Los Fantasmas del Paraíso para reinterpretar tres temas ajenos (de las Vainica, Rodrigo García y Paul Williams) y uno propio («La bella durmiente», canción de amor para Carmen Santonja); y en un nuevo CD, Sangre sabia, que nos devuelve a un Zurdo que canta mejor que nunca (con un ceceo muy seventies) y nos ofrece lecturas de temas nuevos y otros rescatados de la época Bronwyn. 
Fernando pasa por otra época fértil en cuanto a creación de canciones, como compositor a sueldo para el sello de pop ligero Siesta o bien grabando sus propios temas, con la ayuda de sus fieles colaboradores Charlie Mysterio y Antonio Pazos. 
Además, desde hace varios años ya, El Zurdo orquesta Línea de Sombra, una página web que acoge no sólo sus últimos textos, sino los de firmas afines (como The Elderly Passenger, Charlie Mysterio o Dildo de Congost), las fotos de Casilda D. Mente, el foro Cafexpan o el reflejo virtual de sus últimos proyectos musicales. 
En 2005 pone en marcha el grupo La Ruleta China, editando un disco homónimo (Discos Walden/Siesta). En este trabajo ofrece algunas composiciones nuevas como «Insomnio en Madrid», «Las Vírgenes Shibuya» o «Somos de otros tiempo», así como algunas nuevas versiones de antiguos temas suyos como «En cualquier fiesta» o «Con paciencia», o de otros autores como Carlos Berlanga («Llegando hasta el final»). 
En 2015 pone en marcha un nuevo grupo con Antonio Zancajo (Paraíso-La Mode) llamado El día después.

## Ideología
De ideología falangista, Márquez, colaborador habitual en Próximo Milenio, alabador de las figuras de Aleksandr Duguin, Vladímir Zhirinovski e Isidro Juan Palacios, ha fantaseado con un «Frente Ibérico de Salvación» que se uniría a una restablecida Falange Española de las JONS que representaría la ideología original, preparada para progresar hacia la «Tercera Posición» con elementos de la izquierda.

## Discografía

### Kaka de Luxe
- Kaka de Luxe (Chapa Discos, 1978). EP con los temas Rosario, Toca el pito, Viva el metro y La pluma eléctrica.
- Kaka de Luxe/Paraíso (Zafiro, 1982). EP póstumo con los temas del EP de Kaka de Luxe más Pero qué público más tonto tengo y los dos temas del sencillo de Paraíso.
- Las canciones malditas (El Fantasma del Paraíso, 1983). LP póstumo.

### Paraíso
- Para ti/Estrella de la radio (Zafiro, 1979). Single.
- Kaka de Luxe/Paraíso (Zafiro, 1982). EP póstumo con los temas del EP de Kaka de Luxe más Pero que público más tonto tengo, y los dos temas del sencillo de Paraíso.
- Paraíso (Nuevos Medios, 1983). EP con las cuatro canciones grabadas para Popgrama (TVE) en 1980.
- Paraíso (Lemuria, 2015). LP y tres CD. Se trata de grabaciones sin remasterizar ni depurar no aceptadas por el grupo.

### La Mode
- La Mode (Nuevos Medios, 1982). EP.
- El eterno femenino (Nuevos Medios, 1982). LP.
- Intenciones/Negro y Amarillo/Asuntos Exteriores (Nuevos Medios, 1983). EP.
- 1984 (Nuevos Medios, 1984). LP.
- Por amor al arte (Nuevos Medios, 1984). EP.
- La Mode (Nuevos Medios, 1993). CD (reedición). Comprende todas las grabaciones anteriores más 4 canciones de Paraíso.

### Pop Decó
- La Exposición Internacional de los 80 (Nuevos Medios, 1986). LP, reeditado en 2006 con temas extra.
- La Exposición Internacional de los 80, Maxi  (Nuevos Medios, 1986). Conteniendo tres canciones totalmente inéditas, no incluidas en el LP.

### Proyecto Bronwyn
- De otro modo (Twins, 1987). MiniLP.

### Fernando Márquez
- Para ti (Lollipop, 1995)
- Sangre sabia (Lollipop, 2002)

### Los Fantasmas del Paraíso
- Los fantasmas del paraíso (Spicnic, 2002)

### La Ruleta China
- La ruleta china (Discos Walden/Siesta, 2005)